# 田中朋樹
田中 朋樹（たなか ともき、1971年2月8日 - ）は、NHKのアナウンサー。

## 人物
東京都杉並区出身。私立海城高等学校を経て、成城大学文芸学部を卒業後、1994年に入局
趣味はスポーツ観戦。

## 現在の担当番組
- ひめポン!645（不定期）
- ひめポン!845（不定期）
- おはよう四国（不定期）
- 愛媛県・四国地方のニュース
- 各種スポーツ中継
- ホッと!四国（パーソナリティとして不定期出演）

## 過去の担当番組
徳島放送局時代
- 徳島県のニュース
- イブニングネットワークとくしま

宮崎放送局時代
- 宮崎県のニュース
- いっちゃがゴールド
- ニュース845宮崎（不定期）

広島放送局時代
- おはようひろしま
- NHKプロ野球他スポーツ中継
- お好みワイドひろしま（GET DREAM!担当）
- ひろしまニュース845（不定期）
- ひろしまニュース645（不定期）

静岡放送局時代
- たっぷり静岡（リポーター）
- ニュースしずおか845（不定期）
- ニュースしずおか645（不定期）
- おはよう静岡（不定期）

鹿児島放送局時代
- かごしま熱風録
- 情報WAVEかごしま（キャスター）
- ニュース845かごしま（不定期）

福岡放送局時代
- 福岡県・九州沖縄のニュース
- ニュース845福岡（不定期）

富山放送局時代
- 富山県のニュース
- ニュースとやま845（不定期）
- ニュースとやま645（不定期）

福島放送局時代
- はまなかあいづToday（不定期）
- こでらんに5（パーソナリティー）
- NHKニュース845ふくしま（不定期）
- おはようふくしま（不定期）
- 福島県のニュース

松山放送局時代
- NHKきょうのニュース（ラジオ第一、2024年8月26日 - 8月30日、滑川和男の代理、正午・Nらじ内18時のニュースも担当）